# Vallisneria natans
Vallisneria natans ist eine Pflanzenart aus der Familie der Froschbissgewächse (Hydrocharitaceae).

## Beschreibung
Das Rhizom ist knollig. Die Stolonen haben einen Durchmesser von ungefähr 2 Millimeter und sind für gewöhnlich glatt. Die Blätter messen 0,2 bis 2 Meter × 0,5 bis 2 Zentimeter. Es sind fünf bis neun Blattadern vorhanden. Der Blattrand ist ganz oder unscheinbar gezähnt, die Spitze stumpf. Die männliche Spatha ist eiförmig-konisch, besitzt mehr als 200 Blüten und misst 1,5 bis 2 Zentimeter × 5 bis 10 Millimeter. Die Kelchblätter sind konvex. Es ist ein Staubblätter vorhanden. Die Staubfäden weisen an der Basis Haare auf und sind manchmal an der Spitze zweilappig. Die weibliche Spatha misst 1,5 bis 2 Zentimeter. Ihr Blütenstandsstiel ist 30 bis 50 Zentimeter lang oder länger sowie schmal. Die Kelchblätter sind grünlich-violett, 2 bis 4 × ungefähr 3 Millimeter groß und an der Spitze stumpf. Die Kronblätter sind weiß und winzig. Staminodien sind drei vorhanden. Die Frucht ist zylindrisch und misst 5 bis 30 Zentimeter × ungefähr 5 Millimeter. Die Samen sind schmal verkehrt-eiförmig.
Die Chromosomenzahl beträgt 2n = 20.

## Vorkommen
Vallisneria natans wächst in Bächen, Flüssen, Teichen und Seen. Die Art kommt in Japan einschließlich der Ryūkyū-Inseln, Korea, dem Fernen Osten Russlands, China (Anhui, Fujian, Guangdong, Guangxi, Guizhou, Hebei, Henan, Hubei, Hunan, Jiangsu, Jiangxi, Jilin, Liaoning, Shaanxi, Shandong, Sichuan, Taiwan, Yunnan und Zhejiang), Indien, Nepal, Südostasien und Australien vor.

## Systematik
Vallisneria natans wurde 1790 von João de Loureiro als Physkium natans erstbeschrieben. 1974 stellte Hara Hiroshi sie als Vallisneria natans in die Gattung Vallisneria.